# Köhler (Volkach)
Köhler ist ein Ortsteil der Stadt Volkach im bayerischen Landkreis Kitzingen in Unterfranken. Köhler war bis zum freiwilligen Zusammenschluss mit Volkach am 1. Juli 1972 eine selbstständige Gemeinde. Historisch war das Dorf lange Zeit Teil des Hochstifts Würzburg und bereits seit dem 17. Jahrhundert über das hochstiftische Amt Volkach mit der nahen Stadt verbunden.
Köhler ist der kleinste Volkacher Ortsteil mit eigener Gemarkung. Diese wird zu einem großen Teil von Weinbergen eingenommen, die seit Jahrhunderten die Bevölkerung Köhlers ernähren. Neben dem Weinbau lebt das Dorf insbesondere vom Tourismus, hierzu trägt auch die Lage am Rand der Volkacher Mainschleife bei.

## Geografische Lage

### Geografie und naturräumliche Lage
Köhler liegt im äußersten Südwesten des Volkacher Gemeindegebietes. Im Norden liegt, etwa 2 Kilometer entfernt, Escherndorf, das ebenfalls ein Volkacher Ortsteil ist. Weiter östlich, auf der anderen Mainseite, beginnt die sogenannte Weininsel. Die Gemarkung von Nordheim am Main mit dem Kreuzberg liegt Köhler am nächsten. Im Süden und Südwesten grenzt das Gebiet von Dettelbach an das Dorf. Im Süden befindet sich die Gemarkung von Neuses am Berg, südwestlich liegt Neusetz. Der Südosten wird von Prosselsheim im Landkreis Würzburg eingenommen.
Nächstgelegene größere Städte sind Kitzingen mit einer Distanz von etwa 12 Kilometern und Schweinfurt, das ungefähr 22 Kilometer entfernt ist. Die nächste Großstadt ist das 18 Kilometer entfernte Würzburg.
Naturräumlich liegt Köhler im Gebiet der Volkacher Mainschleife, die als Untereinheit zum Mittleren Maintal der Mainfränkischen Platten gezählt wird.
Das Dorf liegt in der Maingauklimazone, die zu den trockensten und wärmsten Klimazonen in Deutschland zählt. Dies erklärt auch den Weinbau im Ort. Köhler ist im äußersten Südwesten der Volkacher Mainschleife zu finden. Hier geht die breite Landfläche, die bei Escherndorf als Kerbtal entstanden ist, wieder in den Prallhang über, sodass der Ansiedlung nur wenig Platz blieb. Der Hang wird von Gesteinen des Muschelkalks geprägt, die von Lettenkeuper und Tonmergeln durchsetzt sind. Die Häuser stehen auf Mainkiesen und Sanden.

### Dorfgliederung
Die Gemarkung von Köhler nimmt eine Fläche von 0,73 km² ein und ist damit der kleinste Volkacher Ortsteil mit eigener Gemarkung. Das kleine, einreihige Häcker-Straßendorf liegt zentral und zieht sich entlang des Maines hin, weshalb im Volksmund wegen nur einer Reihe Häuser der Spruch entstand: „In Köhler werden die Pfannkuchen nur auf einer Seite gebacken“. Die Siedlungssonderform entstand durch die besondere Lage zwischen Fluss und Berg. Den Mittelpunkt der besiedelten Fläche bildet die Filialkirche St. Andreas, sie wird von insgesamt 31 Häusern eingerahmt.
Südlich der Kirche am Mainufer befindet sich das Naturschutzgebiet Mainaue zwischen Sommerach und Köhler. Das Schutzgebiet soll die letzten Reste des Biotops Aue schützen, das sich am sogenannten Altmain erhalten hat. Das Dorf wird vom etwa 240 m hohen Fürstenberg überragt. Oberhalb dieser Höhe verflacht sich die Landschaft. Im äußersten südlichen Ende der Gemarkung liegt ein unbenannter See.

## Geschichte

### Vor- und Frühgeschichte (bis 1253)
Anders als viele andere Gemeinden an der Mainschleife hat Köhler keine lange Siedlungsgeschichte. Hier wurden keinerlei archäologische Funde gemacht. Allerdings bestand auf dem nahegelegenen Vogelsberg bereits im Paläolithikum eine Siedlung. In der Bronzezeit, um 1500 v. Chr., errichteten die Bewohner auf dem Berg Befestigungsanlagen, die in späteren Jahrhunderten weiter verstärkt wurden. Der Berg war lange Zeit wohl auch kultischer Mittelpunkt für die Umgebung.
Für das benachbarte Escherndorf sind die ersten archäologischen Funde aus der Zeit um 50 vor Christus nachweisbar. Unmittelbar nördlich von Köhler wurden Kelten bestattet, die zu diesem Zeitpunkt auf der Vogelsburg saßen. Sie wurden später von den Thüringern verdrängt. Schließlich erreichten die Franken das Gebiet um die Mainschleife und etablierten erstmals echte Verwaltungsstrukturen. So entstanden zwei Königshöfe in Prosselsheim und auf der Vogelsburg. Das Gebiet von Köhler blieb allerdings noch unbesiedelt.
Mit den Franken kam, neben dem Christentum, auch der Weinbau in die Region. Erstmals ist er im 7. oder 8. Jahrhundert an den Hängen um die Vogelsburg nachzuweisen. Allerdings machte es erst die fortschreitende Weinbautechnik möglich, auch die steilsten Hänge zu bebauen. Nach 1127 entstand das heutige, zusammenhängende Weinbauareal um Escherndorf-Köhler. Köhler etablierte sich in dieser Zeit als Lagerplatz für Wein; hier bestand eine gute Stelle, die Fracht am Main anzulanden.

### Das Hochstift Würzburg (bis 1803)
Erstmals erwähnt ist der Weinlandeplatz erstmals im Jahr 1253. Damals erhielt Albertus de Ostheim, ein Bewohner des nahen Astheims, „septum jugera vineta sita in keller“ (lat. sieben Weinberge, in Köhler gelegen) vom Zisterzienserkloster Ebrach zu Lehen. 1293 wurde das Dorf neuerlich genannt. Wieder verlieh das Kloster Ebrach zwei Morgen Weingarten „in monte keller“ (lat. am Berg Keller) an Gozwin Strüber.
Obwohl das Kloster Ebrach einige Besitzungen in Köhler hatte, kann das Hochstift Würzburg als eigentlicher Dorfherr angesehen werden. Im Jahr 1303 waren Heinrich von Eisenheim, die Hofmänner von Prosselsheim, Hermann Zink und Engelhard Jungherr von Frickenhausen mit Lehen des Hochstifts „am Keller et in Vogelspurk“ ausgestattet. Noch 1340 waren einige Bewohner allerdings noch Ebracher Untertanen und dem Amt Elgersheim zugeordnet. Im 14. Jahrhundert hielt auch das Kloster Münsterschwarzach einige Weinberge im Ort.
Das restliche Mittelalter ist in Köhler von großer Quellenarmut geprägt. 1495 wird im Buch der Sebastianibruderschaft aus Volkach lediglich ein Steffan Stahel von Köhler genannt. Im Jahr 1575 war Köhler endgültig Teil des Hochstifts und der Zent Prosselsheim zugeordnet. Zum Blutgericht schickte das Dorf zwei Erbschöffen nach Prosselsheim. Insbesondere die Regelung von Straftaten wurde nun erstmals geregelt. Wie in Escherndorf war auch in Köhler der Traubendiebstahl kein Kavaliersdelikt und wurde hart bestraft.
Köhler besaß im 16. Jahrhundert bereits ein kleines Gotteshaus. Es wurde 1576 erstmals erwähnt. Die Gemeinde war Teil der Pfarrei Prosselsheim. Zur gleichen Zeit erreichte lutherisches Gedankengut auch das kleine Weinbauerndorf und die Bevölkerung wurde in zwei Lager gespalten. Erst mit der Etablierung einer katholischen Pfarrei im nahen Escherndorf, dessen Filiale Köhler 1604 wurde, konnte das Dorf wieder rekatholisiert werden. Der Würzburger Fürstbischof Julius Echter von Mespelbrunn trieb die Gegenreformation voran.
Während des Dreißigjährigen Krieges litt auch Köhler unter den häufigen Durchzügen fremder Mächte. Zunächst machte sich der Krieg durch Arbeitskräftemangel bemerkbar, da das Dorf während der Weinsaison auf viele Fremdarbeiter angewiesen war. Später brach die Pest in dem Ort aus. Zusätzlich belasteten sogenannte Kontributionsforderungen der kriegführenden Mächte die Bevölkerung. Mangels Viehbestand wurde diese zumeist in Geld abgegolten.
Nach dem Krieg war das Dorf vollkommen verarmt. Die sogenannte Kleine Eiszeit hatte außerdem die Weinbergsernten stark zurückgehen lassen. 1662 herrschte immer noch der Würzburger Fürstbischof über Köhler. Den Weinbergszehnt lieferte die Bevölkerung im Würzburger Karmelitenkloster und bei der Pfarrei Püssensheim ab. Drei Häuser im Dorf waren den Markgrafen von Brandenburg-Ansbach zugeordnet. 1698 kam das Dorf ans hochstiftische Amt Volkach.

### In Bayern (bis heute)
Im Zuge der Eroberungen Napoleons in Mitteleuropa wurde das Hochstift Würzburg durch den Reichsdeputationshauptschluss im Jahr 1803 aufgelöst. Köhler kam bis 1805 an Kurpfalzbayern. Dann etablierte Erzherzog Ferdinand von Toskana nach dem Frieden von Preßburg das Großherzogtum Würzburg von Napoleons Gnaden. Köhler war Teil dieses Gebildes. Erst am 19. Juni 1814 wurde das Würzburger Umland wieder Teil des nun zum Königreich aufgestiegenen Bayerns, Köhler wurde Ruralgemeinde.

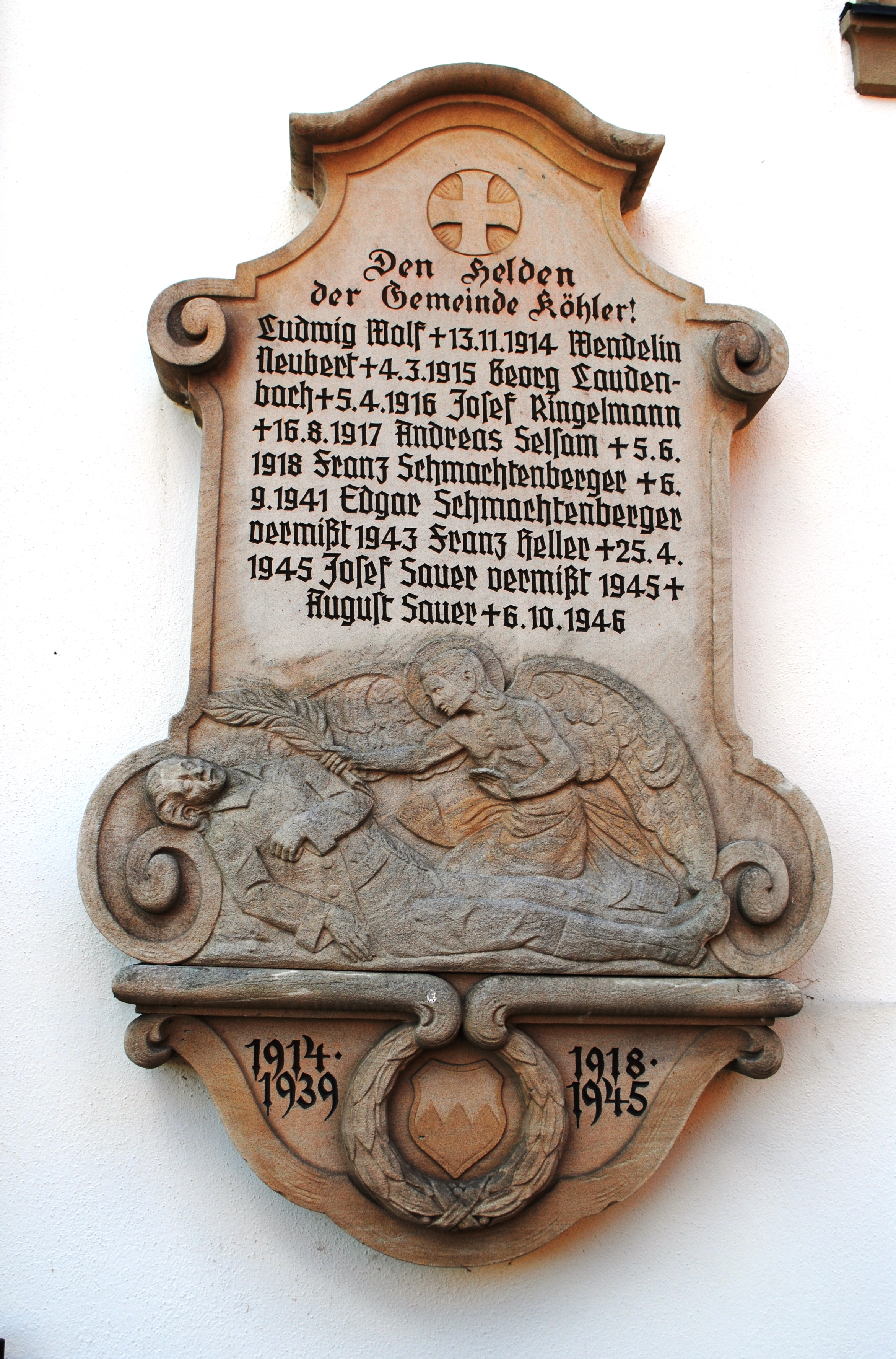
Eine Tafel an der Kirche erinnert an die Gefallenen der Weltkriege

Im Dorf selbst waren die Dorfbewohner nun erstmals selbst für den Weinbau verantwortlich und durften als Bürger ihre Berge selbstständig bewirtschaften. Dies ging zunächst mit einigen Problemen einher, weil die Bewohner auch ungeeignete Lagen erschlossen. Köhler hatte unter schlechten Weinjahren besonders zu leiden. 1845 erschien sogar ein Artikel, der behauptete „in ganz Unterfranken [sei] keine Gemeinde so arm (…) als wie die von Köhler“.
Das Landgericht Volkach versuchte der schlechten wirtschaftlichen Lage Herr zu werden, die auch andere Gemeinden betraf, indem es den Obstbau an der Mainschleife förderte. Das Relief um Köhler schob diesen Bemühungen allerdings einen Riegel vor. Die Köhler Bevölkerung musste im 19. Jahrhundert deshalb häufig als Tagelöhner bei Escherndorfer Winzern arbeiten, deren gute Weinlagen nicht vom Niedergang betroffen waren. Das Aufkommen der Reblaus verschärfte die Situation um 1880 noch weiter.
Im 20. Jahrhundert war Köhler auch von den beiden Weltkriegen betroffen. So starben im Ersten Weltkrieg fünf Männer aus dem Dorf. Ebenso verloren im Zweiten Weltkrieg fünf Dorfbewohner ihr Leben. In den letzten Tagen des Zweiten Weltkrieges rückte ein Infanterieregiment der Amerikaner von Prosselsheim kommend ins nahe Escherndorf vor. Wenige Tage später zog das Regiment nach Nordheim weiter. Köhler selbst war von den Kampfhandlungen nicht unmittelbar betroffen.
Bereits zu Beginn des 20. Jahrhunderts hatte man die Idee diskutiert, die Mainschleife für Großschiffe zu erschließen. Hierzu sollte ein 315 m langer Schifffahrtstunnel durch den Vogelsberg gegraben werden. Die Idee wurde zunächst verworfen. Allerdings legten die Planer 1941 einen weiteren Plan vor, die enge Flussschlinge zu umgehen. Diesmal war ein 1540 m langer Tunnel zwischen Fahr und Köhler angedacht. In Köhler sollte eine Schleuse errichtet werden. Der Plan wurde wiederum nicht realisiert.
Schließlich errichtete man zwischen 1950 und 1957 den Mainkanal Volkach-Gerlachshausen. Köhler war zwar nun von der Schifffahrt abgeschnitten, aber am sogenannten „Altmain“ konnte sich Kultur- und Ausflugstourismus etablieren. Ab Sommer 1961 wurde die Flurbereinigung auch im Dorf vorangetrieben und die überalterten Weinlagen wieder rentabel gemacht. 1970 hatte das Dorf unter einem großen Hochwasser zu leiden. Im Jahr 1972 wurde Köhler in die Stadt Volkach eingemeindet. 2011 stieg der Main erneut über die Ufer.

### Ortsname
Der Name des Ortes verweist auf die natürlichen Begebenheiten in der Umgebung. So entstand das Dorf an einer engen, schattigen Schlucht, die nach ihrer Erscheinung Keller genannt wurde. Hier verlief die Erosionsrinne nach Neusetz. Lange Zeit wurde der Name von den vielen Kellern abgeleitet, die zur Weinlagerung benötigt wurden. Allerdings existieren in Köhler nur wenige dieser Keller, weil sie bei Hochwasser volllaufen würden. Die neuere Forschung geht von einer wendisch-slawischen Herkunft des Ortsnamens aus.
Anders als viele Orte der Umgebung wurde Köhler wohl erst im Spätmittelalter als sogenannter Ausbauort etabliert. Der Ortsname war in der Folgezeit häufigen Änderungen unterworfen. So wurde 1253 noch von „keller“ gesprochen. Im Jahr 1293 erhielt lediglich der darüberliegende Berg die Bezeichnung „monte keller“ (lat. Berg Keller). Im Jahr 1495 tauchte dann die Bezeichnung „Kelle“ auf, während das Dorf 1662 „Köller“ genannt wurde. Im gleichen Jahr tauchte auch die Flurlage „Koller“ auf.

### Verwaltung und Gerichte
| Die folgenden Verwaltungseinheiten waren der Gemeinde Köhler übergeordnet. - bis 1698: Amt Prosselsheim im Hochstift Würzburg - bis 1803: Amt Volkach im Hochstift Würzburg - bis 1862: Landgericht älterer Ordnung Volkach im Untermainkreis, ab 1837 Unterfranken - bis 1872: Bezirksamt Volkach in Unterfranken - bis 1972: Bezirksamt Gerolzhofen, ab 1939 Landkreis Gerolzhofen in Unterfranken - ab 1972: Ortsteil der Stadt Volkach, Landkreis Kitzingen, Unterfranken |  | Gerichtlich unterstand Köhler folgenden Instanzen. - bis 1803: Zentgericht Prosselsheim im Hochstift Würzburg - bis 1862: Landgericht älterer Ordnung Volkach - bis 1879: Landgericht Volkach - bis 1966: Amtsgericht Volkach im Landgerichtsbezirk Schweinfurt - bis 1972: Amtsgericht Gerolzhofen im Landgerichtsbezirk Schweinfurt - ab 1972: Amtsgericht Kitzingen im Landgerichtsbezirk Würzburg |  |

### Wappen
| Wappen von Köhler | Blasonierung: „Geteilt von Blau und Schwarz; oben ein goldener Halbkreis, darin ein roter Balken gerahmt von fünf, zwei zu drei gestellten, roten Kugeln; unten ein verkehrter silberner Treppengiebel.“ |
| Wappen von Köhler | Wappenbegründung: Das Wappen verweist, historisch nicht korrekt, auf den Namen des Dorfes. Die roten Kugeln und der Balken sind ein Hinweis auf die Tätigkeiten des Köhlers, der Holz in Holzkohle umwandelt und dabei die Entwaldung vorantreibt. Der Treppengiebel soll dagegen auf die Erosionsrinne verweisen, in der das Dorf liegt. |

## Politik

### Vom Bürgermeister zum Ortssprecher
Köhler war lange Zeit eine selbstständige Gemeinde mit einer eigenen Verwaltung. Die Strukturen dieser Verwaltung in Mittelalter und Früher Neuzeit sind jedoch nicht überliefert. Allerdings war es in den Dörfern der Umgebung damals üblich, dass ein Schultheiß der Vertreter der Herrschaft, hier des Hochstifts Würzburg, im Dorf lebte. Daneben wählte sich die Bevölkerung einen Bürger- oder Dorfmeister, der das Dorf gegenüber der Obrigkeit repräsentierte, aber keinerlei Befugnisse besaß.
Das kleine Dorf wurde zu Beginn des 19. Jahrhunderts unabhängige Gemeinde. Die Bewohner durften einen Bürgermeister wählen und einen Gemeinderat bestimmen. Im Zuge der Gemeindegebietsreform in Bayern in den 1970er Jahren mussten die kleinen Gemeinden sich jedoch größeren Orten anschließen. In Köhler plante man, Ortsteil der nahen Stadt Volkach zu werden. Nach einigen Verhandlungen wurde Köhler am 1. Juli 1972 Teil der Stadt und verlor seine jahrhundertelange Unabhängigkeit.
Der letzte Bürgermeister Ambros Selsam (1899–1990) und sein Stellvertreter Johann Pfister konnten vor der Auflösung noch erreichen, dass die Ortsdurchfahrt ausgebaut werden solle, Köhler eine eigene Kanalisation erhalte und die Ortschaft an die Kläranlage angeschlossen werde. 1969 hatte Selsam bereits das Ehrenbürgerrecht der Gemeinde erhalten. Sein Stellvertreter wurde erster Ortssprecher von Köhler im Volkacher Stadtrat. Seit 1998 hat Michael Sauer diesen Posten inne.

### Einwohnerentwicklung
Die Bevölkerung von Köhler bestand in der Zeit nach dem Dreißigjährigen Krieg aus etwa 90 Individuen. Während der ersten Hälfte des 19. Jahrhunderts stieg die Einwohnerzahl an und erreichte 1811 mit 136 Personen den Höchststand. In der zweiten Hälfte des Jahrhunderts sank die Zahl wiederum und schwankte noch in der ersten Hälfte des 20. Jahrhunderts immer um 100 Personen. Erst nach dem Zweiten Weltkrieg begann die starke Schrumpfung des Ortes. 2024 lebten um die 30 Personen in Köhler. 
| Jahr | Einwohner | Jahr | Einwohner | Jahr | Einwohner |
| ---- | --------- | ---- | --------- | ---- | --------- |
| 1662 | ca. 90    | 1875 | 104       | 1950 | 108       |
| 1811 | 136       | 1888 | 105       | 1961 | 80        |
| 1832 | 123       | 1900 | 96        | 1970 | 87        |
| 1867 | 101       | 1925 | 105       | 1987 | 73        |

## Kultur und Sehenswürdigkeiten

### Baudenkmäler

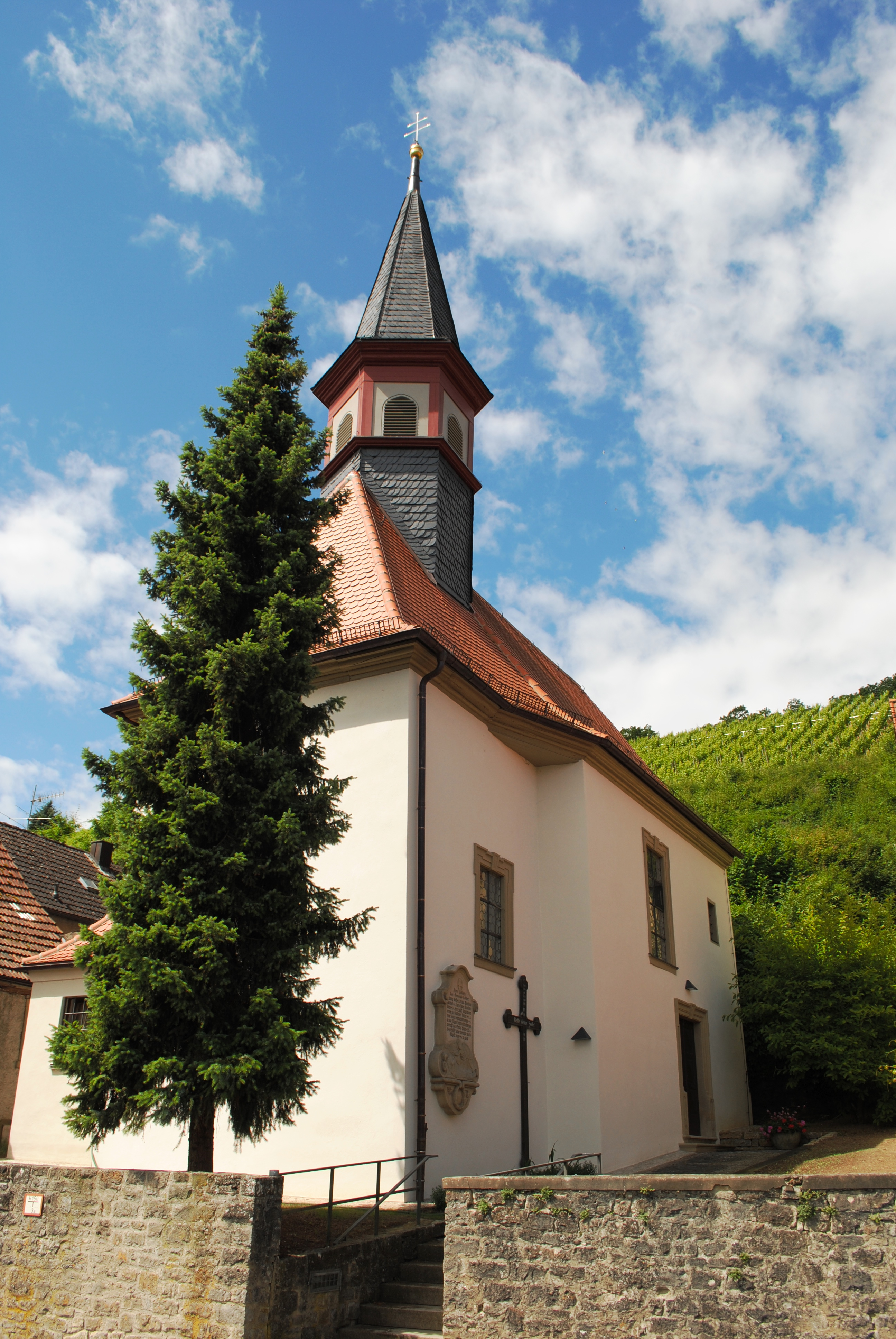
Die Kirche in Köhler

#### Andreaskirche
Den Mittelpunkt des Dorfes bildet die römisch-katholische Filialkirche St. Andreas. Erstmals erwähnt wurde ein Gotteshaus in Köhler bereits im Jahr 1576. Die Gemeinde gehörte zunächst der Pfarrei Prosselsheim an, ehe sie im 17. Jahrhundert der Pfarrei Escherndorf zugeordnet wurde. Die Kirche entstand in ihrer heutigen Form allerdings erst in der ersten Hälfte des 18. Jahrhunderts. Letztmals renoviert wurde das Gotteshaus 2015.
Die Kirche schließt mit einem kleinen Dachreiter ab. Der Chor ist rechteckig gebaut. Die Innenausstattung ist, untypisch für eine solch kleine Dorfkirche, sehr wertvoll. Aus der alten Kirche konnte zwar lediglich das Sakramentshaus erhalten werden, allerdings kamen in späterer Zeit zwei Figuren aus der Riemenschneiderschule hierher. Viele weitere Ausstattungsstücke erhielt die Andreaskirche wohl nach der Auflösung des Klosters auf der Vogelsburg.

#### Privathäuser und Kleindenkmäler
Aufgrund seiner Größe haben sich in Köhler nur sehr wenige Baudenkmäler erhalten. Südlich der Kirche steht ein großes Wohnhaus aus dem 18. Jahrhundert. Es präsentiert sich als zweigeschossiger Fachwerkbau auf einem hakenförmigen Grundriss. Am Gebäude wurde ein Steinrelief angebracht, das die Kreuzigung Christi zeigt und aus dem Jahr 1784 stammt. An einem Weinbergsweg oberhalb des Dorfes ist außerdem ein Bildstock in Form einer Pietà zu finden. Er wurde 1722 hier aufgestellt.
Aus der Zeit der Gegenreformation hat sich dagegen der sogenannte Monolithbildstock an der Straße nach Escherndorf erhalten. Er wurde als Teil einer Art Kampagne gegen das sich ausbreitende Luthertum in der Gegend des Maindreiecks von den Würzburger Fürstbischöfen aufgestellt. Der Köhler Stock entstand im Jahr 1605 zur Zeit des Fürstbischofs Julius Echter von Mespelbrunn und wurde vom sogenannten Meister MO geschaffen.

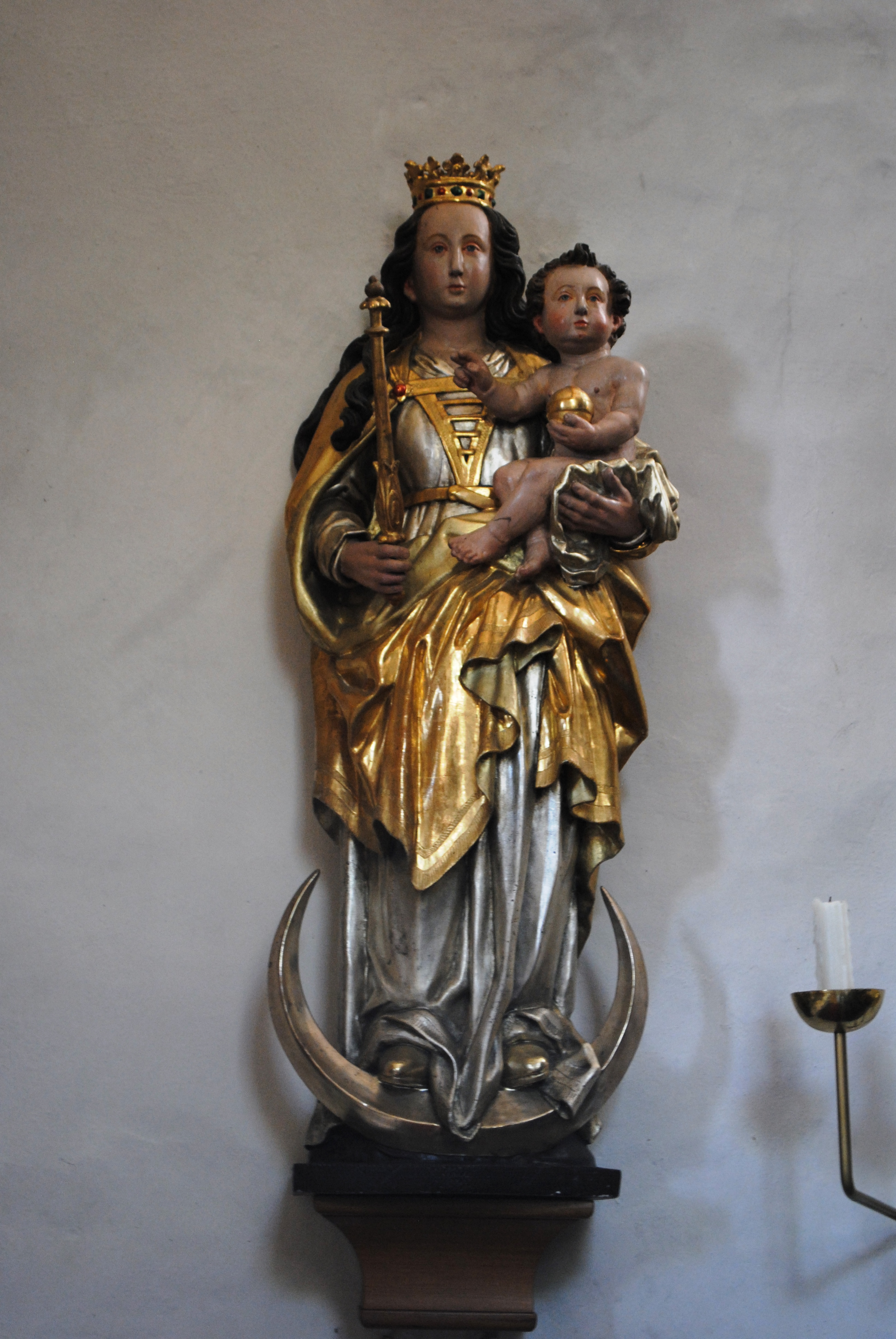
Die Mondsichelmadonna in der Kirche
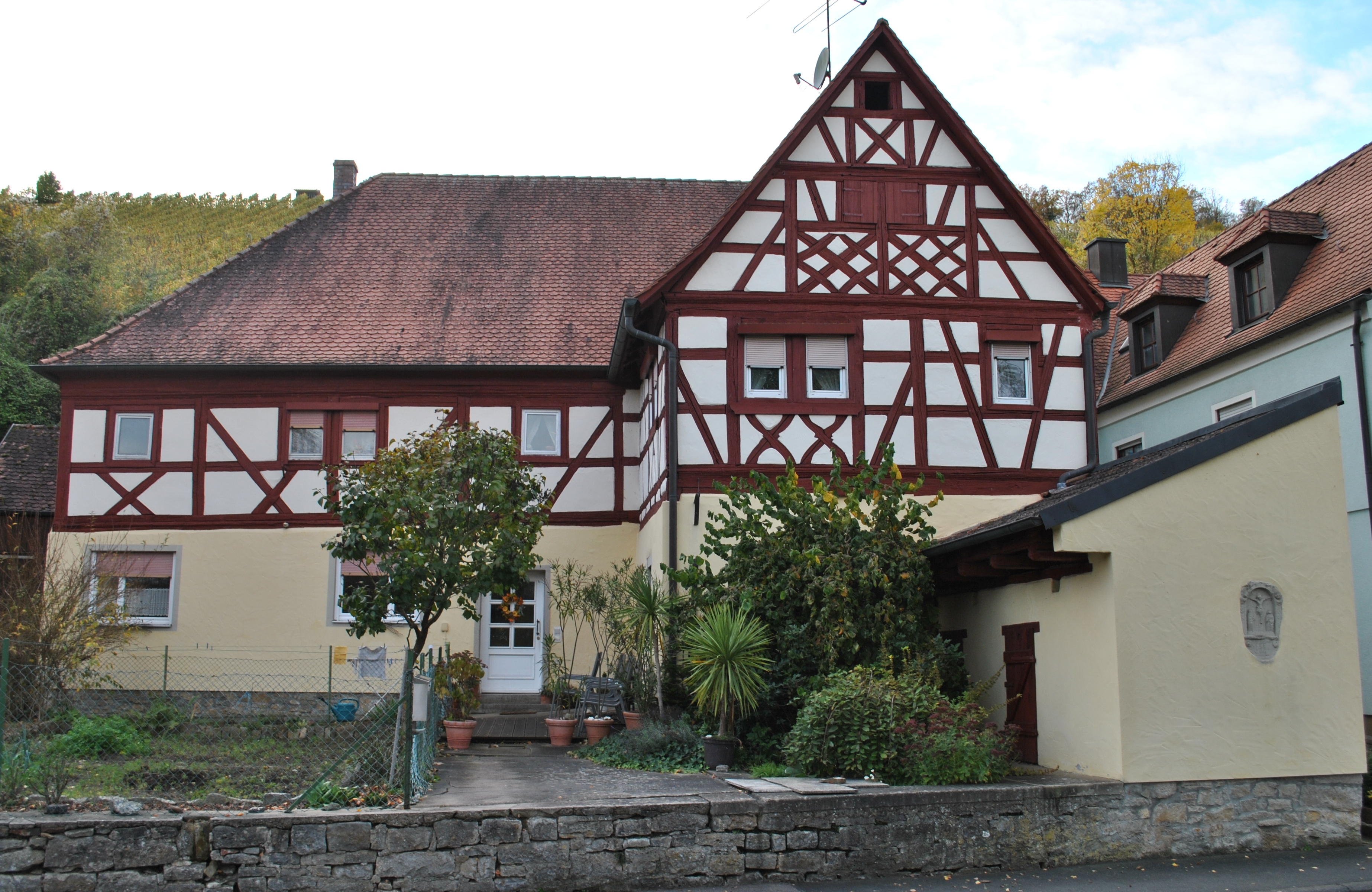
Das Fachwerkhaus im Ort
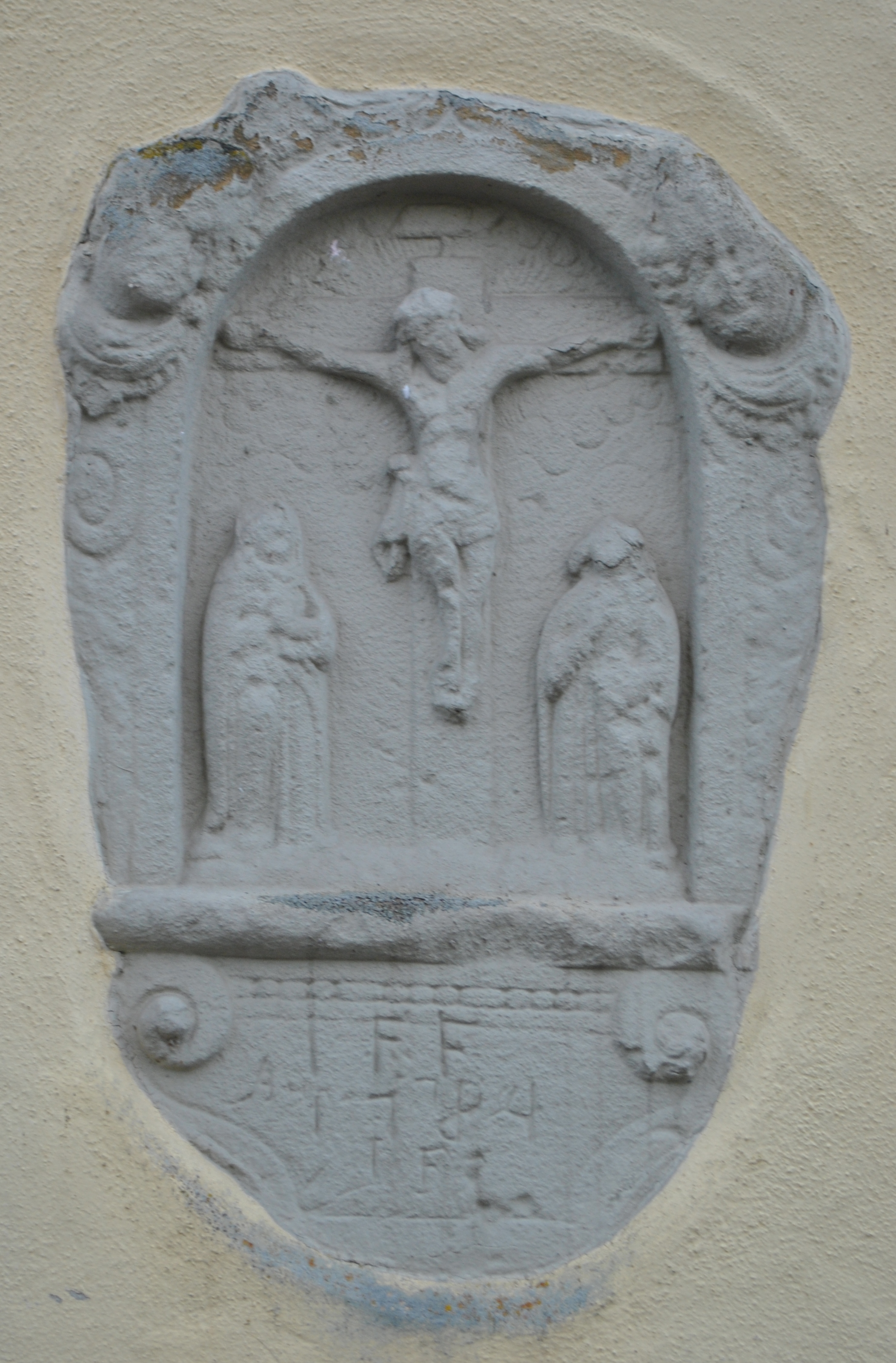
Das Steinrelief von 1784
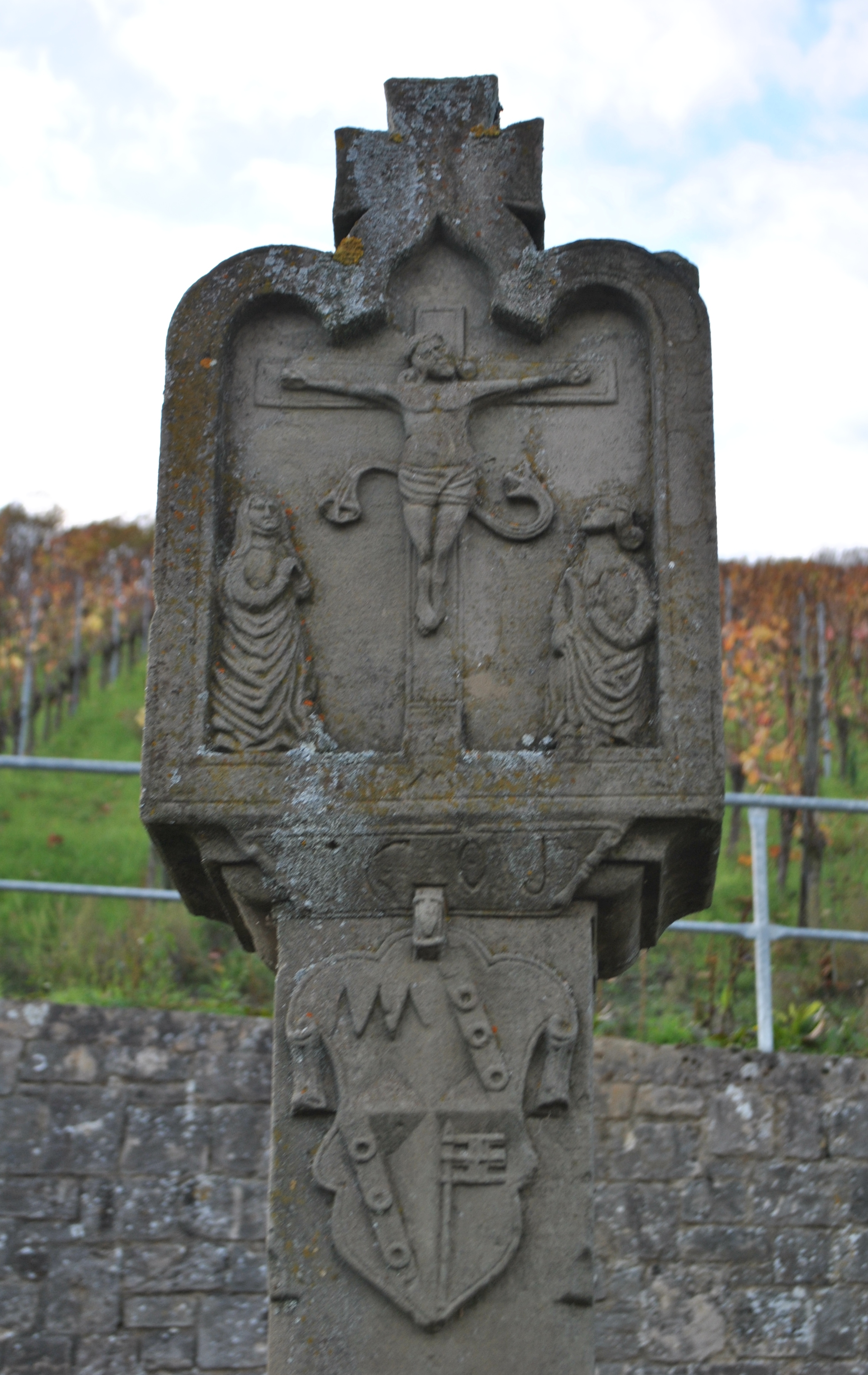
Der Bildstock von 1605
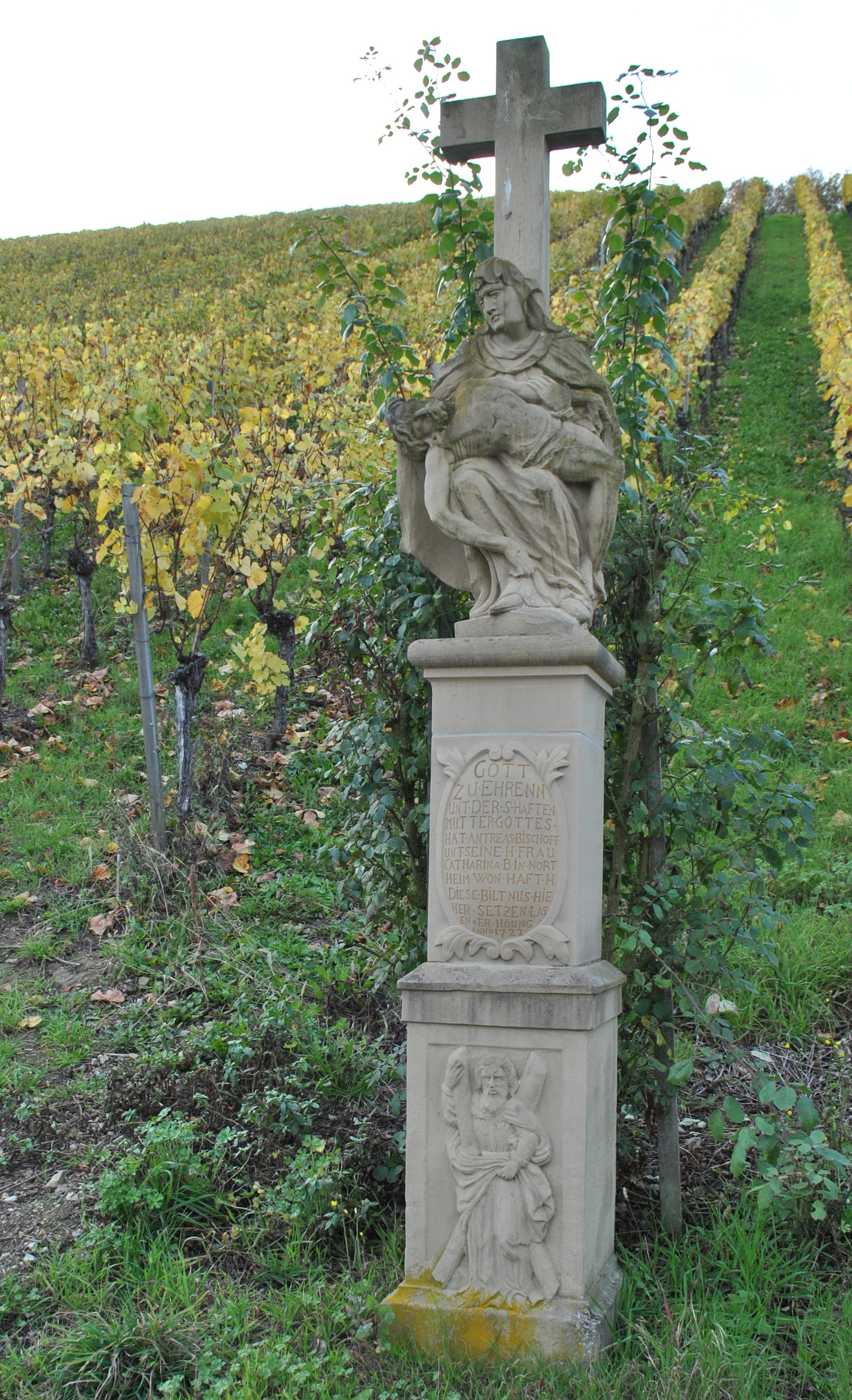
Die Pietà am Weinbergsweg

### Regelmäßige Veranstaltungen
Die Kirchengemeinde Köhler veranstaltet bereits seit dem 19. Jahrhundert eine Wallfahrt zur Kirche Maria im Sand in Dettelbach. 1897 wurde die Prozession erstmals erwähnt. Ursprünglich lief man am Sonntag vor dem Bartholomäustag, dem 24. August. Heute wird die Wallfahrt gemeinsam mit Escherndorf am ersten Sonntag im Mai abgehalten. Die Wallfahrer laufen über Neuses am Berg nach Dettelbach. Das Wallfahrtsbild wurde 1997 von Martin Friedrich geschaffen und zeigt die Escherndorfer Johanneskirche.
Die Kirche prägt auch den weiteren Jahreslauf in Köhler. So entstand der Brauch, in der Karzeit die Kinder des Dorfes mit Ratschen von Haus zu Haus zu schicken. Die lauten Instrumente sollen den ausbleibenden Glockenklang in dieser Zeit symbolisieren. Der Brauch war zeitweise eingeschlafen und wurde erst in jüngster Zeit wiederbelebt. Obwohl im Ort Weinbau betrieben wird, veranstaltet man in Köhler kein eigenes Weinfest.

## Wirtschaft und Infrastruktur

### Wirtschaft

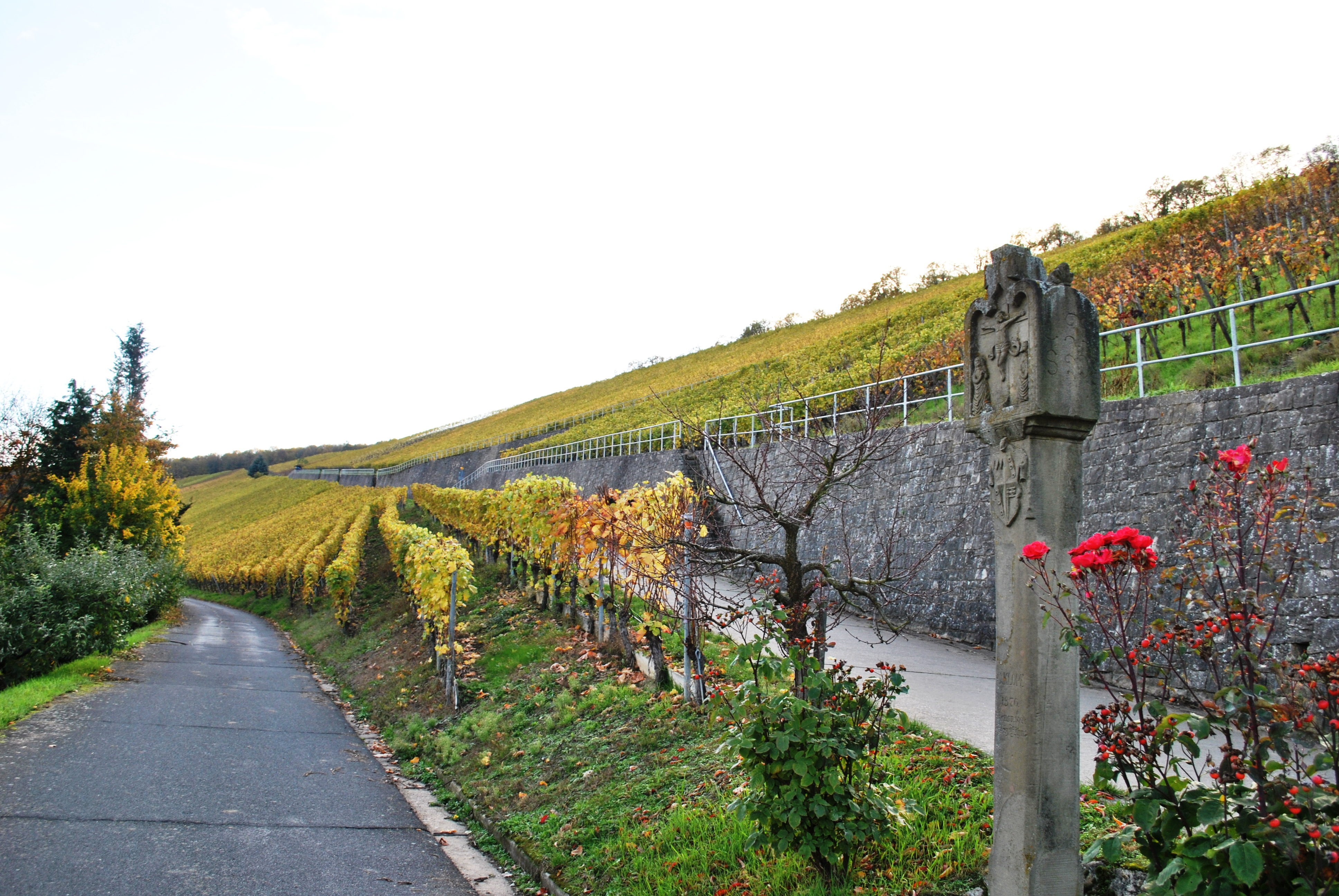
Der Langen- oder Fürstenberg mit den Weinbergen

Die Wirtschaft des Dorfes ist noch heute stark vom Weinbau geprägt. Bereits im Mittelalter lebten die Bewohner überwiegend vom Weinbau, weil durch das Relief andere Produkte überhaupt nicht angebaut werden konnten. Obwohl die Köhler Weinbauern ihre Reben am selben Hang wie die Escherndorfer anpflanzten und die gleichen Fluren nutzten, brachte der Wein niemals großen Reichtum in den Ort. Der Langen- oder Fürstenberg, an dem angebaut wird, wendet sich nämlich nach Osten und die Reben erhalten nicht dieselbe Sonneneinstrahlung.
Ursprünglich bestanden in Köhler zwei eigenständige Weinlagen. So vermarkteten die Winzer ihren Wein unter den Namen „Langenberg“ und „Engelsgepräng“. Im Zuge der Flurbereinigung in den 1960er Jahren wurden die Lagen allerdings zusammengefasst und vereinheitlicht. Köhler verlor 1972 die eigenen Lagenamen und vermarktet den Wein seither unter dem Namen „Fürstenberg“. Mehrere Weingüter sind im Dorf ansässig.
Eine weitere Rolle im Wirtschaftsleben im Dorf spielt heute der Kultur- und Ausflugstourismus. Neben der Kirche bildet eine Gaststätte mit Biergarten am Main den dörflichen Mittelpunkt. Die Verbindung zum Fluss wird auch durch Floßfahrten repräsentiert, die im Ort gebucht werden können. Köhler besaß wahrscheinlich im 19. Jahrhundert selbst eine Schelchfähre. Heute nutzen die Bewohner die Mainfähre Nordheim am Main.
| Weinlage           | Größe 1830 | Größe 1899 | Größe 1940 | Größe 1976 | Himmelsrichtung | Hangneigung | Hauptrebsorten           | Großlage            |
| ------------------ | ---------- | ---------- | ---------- | ---------- | --------------- | ----------- | ------------------------ | ------------------- |
| Köhler Fürstenberg | 26 ha      | 22,4 ha    | 19 ha      | 23 ha      | Osten, Südosten | 30–50 %     | Müller-Thurgau, Silvaner | Volkacher Kirchberg |

### Infrastruktur

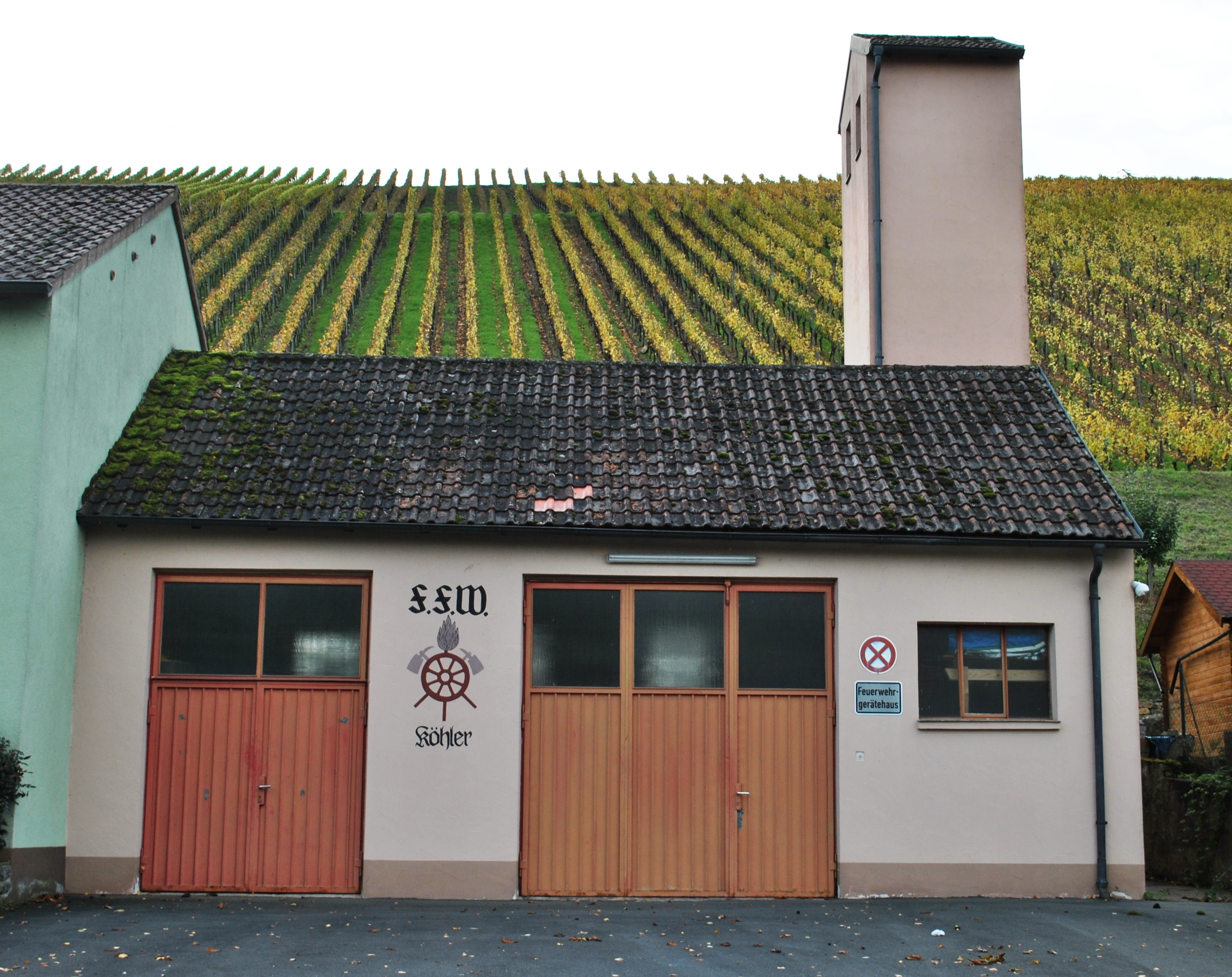
Das Feuerwehrhaus im Ort

Aufgrund des Reliefs in der Umgebung des Ortes ist Köhler lediglich von einer Kreisstraße erreichbar. Die Kreisstraße KT 31 durchzieht das Dorf von Escherndorf kommend in Richtung Süden. Es existieren keine Straßennamen, weil sich die Häuser lediglich auf einer Seite der Straße entlang des Maines aufreihen. Dementsprechend ist Köhler auch nur Endhaltestelle einer einzigen Buslinie der VGN, die von Volkach über Escherndorf das Dorf erreicht.
Im kleinen Dorf konnte sich auch in der Vergangenheit nur kurz eine eigenständige Bildungsinstitution etablieren. Ab 1930 wurden die Schüler im nahen Escherndorf unterrichtet. Heute wird die grundlegende Bildung von der Volksschule Volkach geleistet. Unter diesem Namen wurden Grund- und Mittelschule im nahen Volkach zusammengefasst. Schüler und Schülerinnen können dort den Qualifizierenden Hauptschulabschluss und, über den sogenannten M-Zweig, die Mittlere Reife erlangen. Erwachsenenbildung wird von der Volkshochschule Volkach geleistet.
Die höhere Schulbildung erfolgt ebenfalls in Volkach mit der Mädchenrealschule. Im Volkacher Ortsteil Gaibach befindet sich mit dem Franken-Landschulheim Schloss Gaibach ein Gymnasium mit Realschule und Internat. Das Steigerwald-Landschulheim in Wiesentheid liegt ebenso in der Nähe Köhlers. Außerdem können die Schüler und Schülerinnen das private Klostergymnasium in Münsterschwarzach besuchen.
Die geringe Größe des Ortes ist auch dafür verantwortlich, dass hier kein so reges Vereinsleben entstand wie in anderen Orten der Umgebung. Allerdings besteht in Köhler eine Freiwillige Feuerwehr, die sich in einem Feuerwehrverein organisiert hat. Sie ist Teil des Kreisfeuerwehrverbandes Kitzingen und besitzt lediglich einen Tragkraftspritzenanhänger (TSA) zur Brandbekämpfung. Derzeitiger Kommandant ist Michael Sauer.